# Apoica
Apoica é um gênero de vespa de papel eusocial encontrado nos trópicos das Américas Central e do Sul. Essas vespas são verdadeiramente noturnas, realizando suas atividades de busca de alimento após o pôr do sol. Elas preferem construir seus ninhos, que têm uma crista aberta como de muitas vespas de papel, sob folhas grandes ou em arbustos. Durante o dia, as vespas que cobrem o favo abrem as asas para resfriar o ninho, mantendo-o em uma temperatura adequada para o desenvolvimento larval.
Ao atacar uma presa, a Apoica libera uma gota de veneno de seus ferrões, que por sua vez atrai qualquer vespa próxima para atacar.

## Espécies
- Apoica albimacula (Fabricius)
- Apoica ambracarina Pickett
- Apoica arborea Saussure
- Apoica flavíssima Van der Vecht
- Apoica gelida Van der Vecht
- Apoica pallens (Fabricius)
- Apoica pallida (Olivier)
- Apoica strigata Richards
- Apoica thoracica Buysson
- Apoica traili (Cameron)
- Apoica ujhelyii (Pato)